# Heterotaxia
El término heterotaxia es el nombre que reciben una serie de anormalidades relacionadas con la disposición interna de los órganos del cuerpo, los cuales se ubicarían en otra posición distinta de la habitual; por ejemplo, el hígado estaría al lado izquierdo, etc. Este término fue creado por Geoffroy Saint-Hilaire. Esto causa, por ejemplo el Situs inversus, o el Situs ambiguus, ambos términos que se usan para describir las estructuras revertidas en imagen de espejo de los órganos internos. Hay casos de heterotaxia familiar, en la que varios individuos de una familia presentan la anormalidad, pero también hay casos aislados. Una de estas anormalidades es causada por un gen en el cromosoma X, llamado Zic3. Aun así los factores que participan en estas malformaciones son desconocidos o no se han entendido del todo.
En los individuos con dextrocardia, que es una de las formas más comunes (aun tratándose igualmente de una enfermedad muy rara) de heterotaxia, el proceso de formación del corazón no ocurre adecuadamente provocando un desorden de lateralidad. Esto usualmente resulta en una enfermedad cardíaca compleja debido a que las cámaras izquierda o derecha suelen estar mal alineadas con las entradas y salidas de sangre normales (arterias y venas).

## Epidemiología
La incidencia de todos los defectos de lateralización es de aproximadamente 1/15 000.